# Ben Hill County
Ben Hill County är ett administrativt område i delstaten Georgia, USA, med 17 634 invånare. Den administrativa huvudorten (county seat) är Fitzgerald. Countyt har fått sitt namn efter politikern Benjamin Harvey Hill.

## Geografi
Enligt United States Census Bureau så har countyt en total area på 658 km². 652 km² av den arean är land och 6 km² är vatten.

### Angränsande countyn
- Wilcox County, Georgia - nord
- Telfair County, Georgia - nordost
- Coffee County, Georgia - öst
- Irwin County, Georgia - syd
- Turner County, Georgia - väst